# Peluda de set radis
La peluda de set radis (Arnoglossus septemventralis) és un peix teleosti de la família dels bòtids i de l'ordre dels pleuronectiformes.

## Distribució geogràfica
Es troba a les costes del sud de Nova Caledònia.